# 蔭山持広
蔭山 持広（かげやま もちひろ）は、江戸時代初期の旗本。蔭山氏8代当主。

## 略歴
蔭山貞広の長男として誕生。寛永14年（1637年）家督を継ぎ、小普請となる。のちに小姓組に列し、その後職を辞す。寛文11年11月2日（1671年12月3日）死去。享年53。
子の親広が家督を継いだ。

## 系譜
父母
- 蔭山貞広 (父)
- 平山政光の娘 (母)

子女
- 蔭山親広 (長男)
- 蔭山広丈室 (長女)